# 門小雷
門小雷（英語：Little Thunder，1984年4月17日—，原名：鄭心菱），漫畫家，生於香港。

## 經歷
門小雷11歲開始投稿到動漫雜誌《A-CLUB》，13歲開始參與同人誌活動。15歲於星島日報副刊連載漫畫《SEED》。16歲於中國發表第一個漫畫短篇《雷酒業》。直至17歲（2001年）畢業後正式成為全職漫畫家，並加入廣州的「冬日漫畫社」，陸續於《B&C》、《漫畫家》、《可樂少年》、《糖果子》、《漫友》等刊物發表漫畫作品。
2002年夏天獲得中日漫畫交流最佳新人奬。2005年於廣州舉辦個人畫展。2006年3月出任「黃箭塗畫時裝大賽」大使及評判，並於沈陽、武漢、上海、北京、廣州、成都作巡迴展覽。同年6月於國內出版畫集《彩虹》、短篇漫畫集《666》、《Boom！邊走邊愛》及《裡裡外外》。
2007年離開冬日漫畫社，成為自由創作人。於潮流雜誌《milk》每星期連載專欄《宇宙不安學會》，並開始為比利時出版社Dargaud繪畫彩色漫畫《Kylooe》三部曲。同年於香港浸會大學中醫藥學院修讀「中醫及針灸專業證書課程」一年。
2008年於觀塘職業訓練中心（KTVTC）修讀攝影。2009年加入Apple Kingdom。三月份被邀出席法國巴斯蒂亞漫畫節(BD À Bastia)。五月參加東京Design Festa2009，六月參與2009台北國際玩具創作大展。七月於香港Kubrick出版繪本《宇宙不安學會暨門小雷繪圖筆記本》。
2010年於法國出版全彩色漫畫《KYLOOE tome1 - Downhearted Dragonfly》。同期參與製作法籍女歌手JENA LEE新曲《Du Style》動畫MV，及參與製作香港歌手何韻詩新曲《詩與胡說》動畫MV。亦為香港樂隊組合RubberBand繪畫《Connected》專輯內頁，以及歌手容祖兒10周年專輯《Joey Ten》內文漫畫。此外亦為張藝謀電視山楂樹之戀繪畫宣傳用插圖。
2011年，門小雷的漫畫作品《KYLOOE tome1 - Downhearted Dragonfly》於第四届国際漫画賞獲得銅獎。其後出版《KYLOOE tome2 - Green Tunnel》。三月份獲連卡佛邀請參與Create & Inspire系列為金鐘太古廣場連卡佛繪畫GIVENCHY及LANVIN櫥窗大型畫作。也為黎堅惠小說作品《天空之鏡》繪畫漫畫內頁。年底於中國全國出版《KYLOOE》卷一《憂鬱的蜻蜓》簡體中文版。並於漫畫雜誌《繪心》開始連載《KYLOOE》卷二《Green Tunnel》。此外，亦為金鐘太古廣場的The Petit Café餐廳繪畫咖啡杯圖案。
2012年，《KYLOOE tome3 - Never Been Happy》於法國出版，亦是KYLOOE三部曲中的最後一回。四月份與香港Hot Rod品牌DIRTY BOOGIE合辦MILLION DOLLAR QUARTET展覽，繪畫了四幅等身大的畫像，分別是Elvis Presley, Johnny Cash, Jerry Lee Lewis及Carl Perkins。7月份參與於丹麥哥本哈根的聯展HKDX，發表作品《The Faces》，11月底在香港舉辦首個個人畫展《告白》，並自資出版繪本《夜記》，限量500本，於預訂兩小時內售罄。同年亦為香港樂隊RubberBand專輯《Easy》繪畫封面及內頁插圖及，年底為香港歌手周國賢Let's Play Together Concert2012繪畫宣傳海報插圖。除繪畫以外，門小雷亦參與歌手恭碩良最新專輯<Playback is a Bitch>內<Help is on the way>一曲MV作鋼管舞的演出。
2013年1月獲邀參與第四十屆法國安古蘭漫畫節的開幕活動Concert de dessins，門小雷與香港漫畫家小克成為首兩位參與Concert de dessins的華人，此漫畫音樂會於6月份在香港、深圳及廣州再度公演。漫畫《KYLOOE tome1 - Downhearted Dragonfly》及《KYLOOE tome2 - Green Tunnel》於這年出版意大利文版本。另外，門小雷再次於香港發表漫畫作品《枕草紙》及《小雷的情書》，於漫畫雙週刊《熱血少年》連載。
2017年10月，位於旺角路邊的排檔媽查MACHA，最近他們邀請了本地漫畫家門小雷，配合店舖的懷舊主題，嘗試將展覽融入舊式排檔，繪畫數幅帶有殖民地色彩的人像作品，連同年初出版新書原畫，一連三日於街頭展出。

## 主要作品列表

### 1999年作品
- 《SEED》（發表於《星島日報》副刊）
- 《雷酒業》（發表於《漫友》）

### 2000年作品
- 短篇《Space》（發表於《火燒連環圖》）
- 短篇《恐怖早餐》（發表於《漫友》）

### 2001年作品
- 短篇《革新》（發表於《B&C》）

### 2002年作品
- 短篇《瑪莉》（發表於《漫畫家》）
- 中篇《天空故事》（於《可樂少年》連載）
- 短篇《阿苦》（發表於《漫天星火》）

### 2003年作品
- 中篇《666》（於《漫友》連載）
- 短篇《瘋癲少女一之媽媽早安》（發表於《漫畫家》）
- 短篇《瘋癲少女二之地球晚安》（發表於《漫畫家》）
- 短篇《裡裡外外》（發表於《漫畫家》）

### 2004年作品
- 短篇《跑吧！玲瓏！跑吧！》（發表於《新幹線》）
- 短篇《戀上藍咖啡》（發表於《糖果子》）

### 2005年作品
- 短篇《齊來穿衣服》（發表於《漫畫家》）
- 短篇《李小龍星際同盟》（發表於《龍魂》）
- 短篇《open the door》（發表於《Toy Story》）
- 中篇《女生宿舍＠探偵學院》（於《EXAM》連載（文化傳信））

### 2006年作品
- 短篇《APPLE BABY CAT》（發表於《Garden》）
- 短篇《greenhouse》（發表於講談社《Comic Faust》）
- 短篇《open the door》（發表於《Toy Story》）
- 短篇《九龍城寨》（未發表）后发表于《本色》3
- 專欄《宇宙不安學會》（包括漫畫《抑壓俠》及《中醫陳博士之監獄爆破》）（於《milk》連載）
- 出版畫集《彩虹》
- 出版短篇集《BOOM!邊走邊愛！》
- 出版短篇集《裡裡外外》
- 出版漫畫合訂本《666》
- 為喬靖夫小說《吸血鬼獵人日誌》台灣版繪畫封面（蓋亞文化出版）

### 2007年作品
- 短篇《Loser》（未發表）后发表于《本色》1
- 短篇《少女劇場》（未發表）
- 專欄《宇宙不安學會》（包括漫畫《抑壓俠》及《中醫陳博士之監獄爆破》）（於《milk》連載）
- 《No Hugging is So Hard》（發表於《Too Magazine》）

### 2008年作品
- 短篇《少女劇場》（未發表）
- 專欄《宇宙不安學會》（包括漫畫《抑壓俠》及《中醫陳博士之監獄爆破》）（於《milk》連載）
- 《No Hugging is So Hard》（發表於《Too Magazine》）
- 《The Infinity》（發表於《號外Issue 380 THE NEXTER》）
- 為喬靖夫小說《武道狂之詩》繪畫封面（進行中）
- 長篇《Kylooe》三部曲（2006年開始制作）

### 2009年作品
- 出版《宇宙不安學會暨門小雷繪圖筆記本》
- 參與東京Design Festa Vol.29
- 參與NIKE PAINTING on AW77
- 參與匯豐「香港有格」漫畫展
- 參與2009台北國際玩具創作大展
- 參與2009新加坡國際展覽Toy Games & Comic Convention

### 2010年作品
- 3月出版《KYLOOE tome1 - Downhearted Dragonfly》法語版（Dargaud出版社））
- 容祖兒10周年專輯《Joey Ten》內文漫畫
- 何韻詩新曲《詩與胡說》MV動畫插圖
- 張藝謀電影《山楂樹之戀》宣傳明信片插圖
- RubberBand專輯《Connected》內文插圖
- Jena Lee新曲《Du Style》MV動畫插圖
- 參與Moleskine Passions Exhibition 2010
- 參與《the NEW age of feminie drawing No.2》
- 參與THINK SILLY BlackBerry BOLD 9700 Smartphone DomeSkin概念設計

### 2011年作品
- 《KYLOOE tome1 - Downhearted Dragonfly》於第四届国際漫画賞獲得銅獎
- Lane Crawford Create & Inspire GIVENCHY及 LANVIN 櫥窗插畫
- 為黎堅惠小說作品《天空之鏡》繪畫內文漫畫
- 於法國出版漫畫《KYLOOE tome2 - Green Tunnel》
- 9月出版漫畫單行本《KYLOOE 1 - 憂鬱的蜻蜓》簡體中文版（湖南美術出版社出版，天聞角川發行）
- 為The Petit Café繪畫咖啡杯圖案

### 2012年作品
- 於法國出版漫畫《KYLOOE tome3 - Never Been Happy》
- 與本地品牌DIRTY BOOGIE合辦「MILLION DOLLAR QUARTET」展覽
- 參與Bauhaus旗下的TOUGH JEANSMITH「 Violent & Lawless Exhibition By TOUGH Jeansmith」
- 為香港歌手恭碩良一曲<Help Is On The Way> MV中演出
- 7月到丹麥哥本哈根參與聯展HKDX，發表作品《The Faces》
- 11月底在香港舉辦首個個人畫展《告白》，並自資出版繪本《夜記》
- 12月參與Detour2013，發表作品《The Faces》
- 為香港歌手周國賢Let's Play Together Concert2012繪畫宣傳海報插圖
- 為香港樂隊RubberBand專輯《Easy》繪畫封面及內頁插圖

### 2013年作品
- 1月份於第四十屆法國安古蘭漫畫節參與開幕活動Concert de dessins
- 6月份參與香港藝術中心舉辦的Concert de dessins
- 參與香港藝術中心舉辦的展覽「筆能作聲」
- 為43期《字花》繪畫封面
- 出版意大利版《KYLOOE tome1 - Downhearted Dragonfly》及《KYLOOE tome2 - Green Tunnel》（Panini Comics出版）
- 《REMEMBER TO FORGET 2003 – 2013》畫集

### 2017年作品
- 鋼管舞圖鑒《The Blister Exists》
- 個展《The Blister Exists》（香港）

### 2018年作品
- 《#ME》
- 個展《#ME》（香港）

### 2019年作品
- 《藻與浪與無限》（中文版）
- 《藻與浪與無限》（英文版）
- 《SISTERHOOD》（玄光社）
- 《PEEK》
- 個展《PEEK》（東京）
- 個展《藻與浪與無限》（台灣）
- 個展《藻與浪與無限》（香港）
- 三人展《東アジアのインディ・コミック・アートブック展》（東京）

### 2020年作品
- 《SISTERHOOD》(臉譜出版）

## 外部連結
- （页面存档备份，存于）
- （页面存档备份，存于）
- （页面存档备份，存于）
- 門小雷的Facebook專頁